# مالکوم دویت
مالکوم دویت (انگلیسی: Malcolm Devitt; ۲۶ ژانویهٔ ۱۹۳۷ – ۱۲ فوریهٔ ۲۰۱۲) بازیکن فوتبال اهل بریتانیا بود.
از باشگاه‌هایی که در آن بازی کرده‌است می‌توان به باشگاه فوتبال ویسبچ و باشگاه فوتبال برادفورد سیتی اشاره کرد.